# Veliko Ropotovo
Veliko Ropotovo (en serbocroata: Veliko Ropotovo / Велико Ропотово) o Ropotovë e Madhe (en albanés: Ropotovë e Madhe) es un pueblo en el municipio de Ranilug del distrito de Gnjilane de Kosovo. Veliko Ropotovo es uno de los enclaves serbios en Kosovo. 

## Historia
Ropotovo fue mencionado en 1530. Hoy en día hay dos pueblos llamados Ropotovo en las inmediaciones: Veliko Ropotovo y Malo Ropotovo. Cuando las familias más antiguas emigraron hacia 1750, no encontraron aquí ningún pueblo.

## Demografía
La evolución demográfica de Veliko Ropotovo entre 1948 y 2011 fue la siguiente:
| 560                                                 | 620 | 722 | 796 | 770 | 829 | 634 |
| (Fuente: Population of Kosovo since Yugoslav times) |     |     |     |     |     |     |

Según el censo de 2011 (boicoteado parcialmente por los serbios), los serbios representaban el 86,28% de la población (547 personas); y los albaneses, el 21,79% (34 personas).